# Reacție Étard
Reacția Étard este o reacție organică ce presupune oxidarea unei grupe metil legate de un rest aromatic sau heteroaromatic la o aldehidă, utilizând clorură de cromil. Un exemplu este reacția de oxidare a toluenului la benzaldehidă:
Reacția a fost denumită după Alexandre Léon Étard (1852 – 1910). Se poate aplica chiar și la cicloalcani, precum este metilciclohexanul, de asemenea cu obținerea unei grupe formil.

## Mecanism de reacție
Mecansimul reacției Étard are printr-un intermediar enă, care formează cu clorura de cromil complexul Étard (2). Acest complex se descompune în urma unei reacții de transpoziție sigmatropică [2,3] la compusul intermediar 3. Etapa se face în mediu reducător (pentru a nu se oxida la acid carboxilic, în locul aldehidei 4), asigurat de soluție apoasă saturată de sulfit de sodiu. Se utilizează solvenți ca: sulfură de carbon, cloroform și tetraclorură de carbon. Reacția are de obicei loc pe durata mai multor zile sau chiar săptămâni, iar randamentele de reacție sunt ridicate.